# Cédric Van Styvendael
Cédric Van Styvendael, né le 15 octobre 1973 à Lyon (4e), est un homme politique français.
Membre du Parti socialiste, il est élu maire de Villeurbanne lors des élections municipales de 2020. Il est également vice-président de la métropole de Lyon chargé de la Culture depuis 2020.

## Biographie

### Vie privée
Cédric Van Styvendael est né dans le 4e arrondissement de Lyon le 15 octobre 1973. Il est membre de la famille de Victor Augagneur, député et maire de Lyon en 1900 et petit-fils du résistant Pierre Chassé. Après avoir grandi au Biollay, un quartier populaire de Chambéry, il rejoint Lyon pour ses études. Il est marié et père de quatre enfants.

### Formation et carrière professionnelle
Il est titulaire d’une maîtrise en sciences politiques et d’un DESS d’ingénierie de la formation en entreprise de l’université Lumière-Lyon-II.
Après une première expérience dans le secteur de l'éducation populaire au sein du mouvement des scouts et guides de France où il est chargé des questions de politique de la Ville, Cédric Van Styvendael rejoint le cabinet de conseil Habitat et Territoires, filiale de l'Union sociale pour l'habitat.
En 2009, il devient directeur général de Villeurbanne Est Habitat (8 500 logements, 170 collaborateurs). En 2013, il conduit la fusion avec Porte des Alpes Habitat pour donner naissance à Est Métropole Habitat (15 500 logements, 320 collaborateurs). Investi dans le développement de l'innovation sociale, il participe à la création de l'association VRAC (Vers un Réseau d'Achat en Commun) avec Marc Uhry et Boris Tavernier, pour soutenir le groupement d'achat solidaire des habitants des quartiers prioritaires de la politique de la ville.
En juin 2019, il quitte ses fonctions à Est Métropole Habitat pour devenir directeur général du groupement d'intérêt économique (GIE) « la ville autrement ».
En mars 2017, Jean-Paul Bret, maire de Villeurbanne, lui confie une mission de réflexion sur l'accueil des migrants,. Dans ce cadre, il expérimente la mise en place d'un jury citoyen constitué de personnes tirées au sort et indemnisées. À l'issue de ses travaux, le jury a produit un rapport de 14 propositions « pour une ville hospitalière ».
Engagé au niveau national et européen sur les questions de logement abordable et d'inclusion sociale,,,, Cédric Van Styvendael a été élu, en juin 2017, Président de Housing Europe, fédération européenne du logement social.

### Engagements politiques

#### Candidat aux élections municipales de 2020 à Villeurbanne
Il annonce ses intentions de déposer une liste aux municipales de 2020 en septembre 2019, avec une démarche participative sur les propositions de cette liste. Le 10 octobre, il est désigné par les militants du Parti socialiste pour conduire une liste de la gauche rassemblée aux élections municipales de mars 2020. Le 30 novembre, à l'occasion d'un Forum de la transition écologique et sociale, il annonce qu'il conduira une liste commune avec le Parti communiste français, Génération.s, La France insoumise et Place publique. Le 13 janvier, le cercle radical de Villeurbanne (radicaux de gauche) rejoint la liste Villeurbanne en commun, deux jours avant le premier meeting de Cédric Van Styvendael en présence de Ian Brossat, Boris Vallaud, Emmanuelle Cosse et de Guillaume Balas.
Lors du 1er tour des élections municipales, le 15 mars 2020, la liste Villeurbanne en commun arrive en tête du scrutin avec 33,29% des suffrages exprimés. Cédric Van Styvendael devance ainsi la candidate écologiste, Béatrice Vessiller, qui se classe en 2e position avec 27,48%, et le candidat La République en Marche, Prosper Kabalo, qui arrive en troisième position avec 14,70% des voix. Sa liste fusionne avec celle des écologistes et, confrontée à celle de La République en marche, arrive en tête au second tour, avec un peu plus de 70 % des voix.

#### Au sein du Parti socialiste
Il s'engage au Parti socialiste avant l'élection présidentielle de 2007. Lors du Congrès de Marseille, il est le référent d'Olivier Faure dans la Fédération du Rhône. Il devient secrétaire national aux relations extérieures en 2023.

### Maire de Villeurbanne
Il est élu officiellement maire par le nouveau conseil municipal le 4 juillet 2020.

#### Villeurbanne, Capitale Française de la Culture 2022
En 2021, la ville de Villeurbanne candidate au label créé par le Ministère de la culture pour devenir la première “Capitale Française de la Culture”. La ville est retenue par le jury sur la base d’une programmation qui entend redonner une place à la jeunesse. L’année capitale française de la culture est lancée le 7 janvier 2022 en présence de Roselyne Bachelot, ministre de la Culture.
Tout au long de l’année 2022, l’année Capitale de la culture donne lieu à une programmation de 700 événements : arts de la rue, théâtre, danse, littérature, expositions, parcours urbains, concerts. 700 000 visiteurs participent à cette année “Capitale Française de la Culture”. Le festival “Réel”, organisé par cent jeunes de Villeurbanne.

#### Sécurité
En septembre 2020, il démarre un plaidoyer auprès du ministère de l'Intérieur afin que le quartier du Tonkin soit classé en "Quartier de Reconquête Républicaine" dans le cadre de la lutte contre le trafic de drogue. Le 22 mars 2024, Gérald Darmanin, ministre de l'Intérieur, se déplace à Villeurbanne pour annoncer la création d'une brigade de sécurité territorialisée pour le Tonkin. Cette brigade est mise en place le 29 novembre 2024 à l'occasion du déplacement du ministre délégué auprès du ministre de l'Intérieur, chargé de la Sécurité du quotidien, Nicolas Daragon.
Participation aux travaux du Conseil national de la refondation
En 2023, dans le cadre du Conseil national de la refondation sur le logement, il co-anime avec Serge Contat le groupe de travail « Redonner aux Français du pouvoir d’habiter ».
Co-auteur du rapport "Ensemble, refaire ville" dans le cadre de l'ANRU
Il est missionné par le gouvernement, aux côtés d’Anne-Claire Mialot, Directrice générale de l’ANRU, et Jean-Martin Delorme, Inspecteur à l’Inspection générale de l’environnement et du développement durable, pour travailler sur le futur des politiques de renouvellement urbain. Ce rapport, intitulé "Ensemble, refaire ville. Pour un renouvellement urbain résilient des quartiers prioritaires de la politique de la ville", est remis le 18 février 2025 à François Rebsamen, ministre de l'Aménagement du territoire et de la Décentralisation, en présence de Valérie Létard, ministre chargée du Logement, et de Juliette Méadel, ministre déléguée chargée de la Ville. Ce rapport invite à  faire évoluer l'ANRU afin de s'adapter aux enjeux environnementaux, de renforcer la territorialisation de son action et d'améliorer la prise en compte des attentes des habitants. Trois scénarios d'évolution de l'ANRU sont ainsi envisagés par les auteurs du rapport.

#### Prise de position
Le 22 mars 2023, Cédric Van Styvendael prend un arrêté interdisant la venue d'Éric Zemmour à Villeurbanne dans l'optique d'une séance de dédicaces. Le maire évoque des « risques de débordements et de violences» tout en ajoutant «des propos [de Zemmour] contre lesquels je me bats depuis des années ». Le 24 mars, le tribunal administratif de Lyon décide de maintenir la visite du polémiste, Cédric Van Styvendael déclare alors prendre « acte de la décision du juge »,.

### Vice-président de la métropole de Lyon chargé de la Culture
Conseiller métropolitain sur la circonscription de Villeurbanne, il devient vice-président de la métropole de Lyon chargé de la Culture en juillet 2020.

## Synthèse des résultats électoraux

### Élections municipales des 15 mars et 28 juin 2020
Les résultats ci-dessous concernent uniquement les élections où il est tête de liste.
| Année | Liste | Liste                                           | Commune      | 1er tour | 1er tour | 1er tour | 2d tour                                                                                          | 2d tour                                                                                          | 2d tour                                                                                          | Sièges obtenus |
| Année | Liste | Liste                                           | Commune      | Voix     | %        | Rang     | Voix                                                                                             | %                                                                                                | Rang                                                                                             | Sièges obtenus |
| ----- | ----- | ----------------------------------------------- | ------------ | -------- | -------- | -------- | ------------------------------------------------------------------------------------------------ | ------------------------------------------------------------------------------------------------ | ------------------------------------------------------------------------------------------------ | -------------- |
| 2020  |       | Villeurbanne en commun PS-PCF- G·s- PP -LFI-PRG | Villeurbanne | 8 244    | 33,29    | 1er      | Fusion avec la liste EELV de Béatrice Vessiller pour former la liste Pour Villeurbanne en commun | Fusion avec la liste EELV de Béatrice Vessiller pour former la liste Pour Villeurbanne en commun | Fusion avec la liste EELV de Béatrice Vessiller pour former la liste Pour Villeurbanne en commun | 47 / 55        |
| 2020  |       | Villeurbanne en commun PS-PCF- G·s- PP -LFI-PRG | Villeurbanne | 8 244    | 33,29    | 1er      | 14 115                                                                                           | 70,37                                                                                            | 1er                                                                                              | 47 / 55        |

### Élections métropolitaines des 15 mars et 28 juin 2020
| Année | Liste  | Liste                                 | Circonscription | 1er tour | 1er tour | 1er tour | 2d tour                                                                 | 2d tour                                                                 | 2d tour                                                                 | Sièges obtenus      |
| Année | Liste  | Liste                                 | Circonscription | Voix     | %        | Rang     | Voix                                                                    | %                                                                       | Rang                                                                    | Sièges obtenus      |
| ----- | ------ | ------------------------------------- | --------------- | -------- | -------- | -------- | ----------------------------------------------------------------------- | ----------------------------------------------------------------------- | ----------------------------------------------------------------------- | ------------------- |
| 2020  |        | C'est la gauche unie PS-PCF-G.s-ND-PP | Villeurbanne    | 6 719    | 27,70    | 2eme     | Fusion avec la liste EELV de Bruno Bernard Les écologistes et la gauche | Fusion avec la liste EELV de Bruno Bernard Les écologistes et la gauche | Fusion avec la liste EELV de Bruno Bernard Les écologistes et la gauche | 3 / 1710 / 171 / 17 |
| 2020  | 13 157 | C'est la gauche unie PS-PCF-G.s-ND-PP | Villeurbanne    | 6 719    | 27,70    | 2eme     | 66,79                                                                   | 1er                                                                     |                                                                         | 3 / 1710 / 171 / 17 |

## Distinction
- Chevalier de l'ordre national du Mérite depuis 2017
- Médaille de la sécurité intérieure, argent (2023)[39]
- Chevalier de la Légion d'honneur, 15 janvier 2025[40]